# Зелёный (остров, Ростов-на-Дону)
Зелёный остров — речной остров, расположенный в нижнем течении реки Дон, в Ростовской области. Длина 4 км (с запада на восток), максимальная ширина — 1,5 км. Административно относится к городскому округу Ростова-на-Дону, к Пролетарскому району города. С юга омывается основным руслом Дона, с севера — Нахичеванской протокой, к северу от которой находится городская застройка. По соседству с Зелёным островом в основном русле Дона расположен ещё один остров — Быстрый, намного меньший по размерам.
Зелёный остров покрыт древесной и луговой растительностью. Представлены тополь и ясень, на полянах встречается ежевика. Берега преимущественно песчаные, поросшие осокой, есть общественный пляж с элементами благоустройства, базы отдыха, детские лагеря, к которым подведены дороги с твёрдым покрытием. 
Остров с севера на юг пересекается однопутной электрифицированной железнодорожной линией Развилка — Батайск. Линия пересекает Нахичеванскую протоку и Дон по двум железнодорожным мостам.
Через Нахичеванскую протоку в створе 29-й линии перекинут понтонный мост, через который осуществляется доступ на остров. При въезде на мост установлен шлагбаум, но для пешеходов и велосипедистов доступ беспрепятственный.
В античности на острове располагались сезонные стоянки рыбаков. Они принадлежали близлежащему Кобяковскому городищу.

## История
Долгие годы остров принадлежал городу Нахичевани-на-Дону. В конце 1928 года, вместе с объединением Нахичевани и Ростова-на-Дону, остров стал частью Пролетарского района.

## Фотогалерея

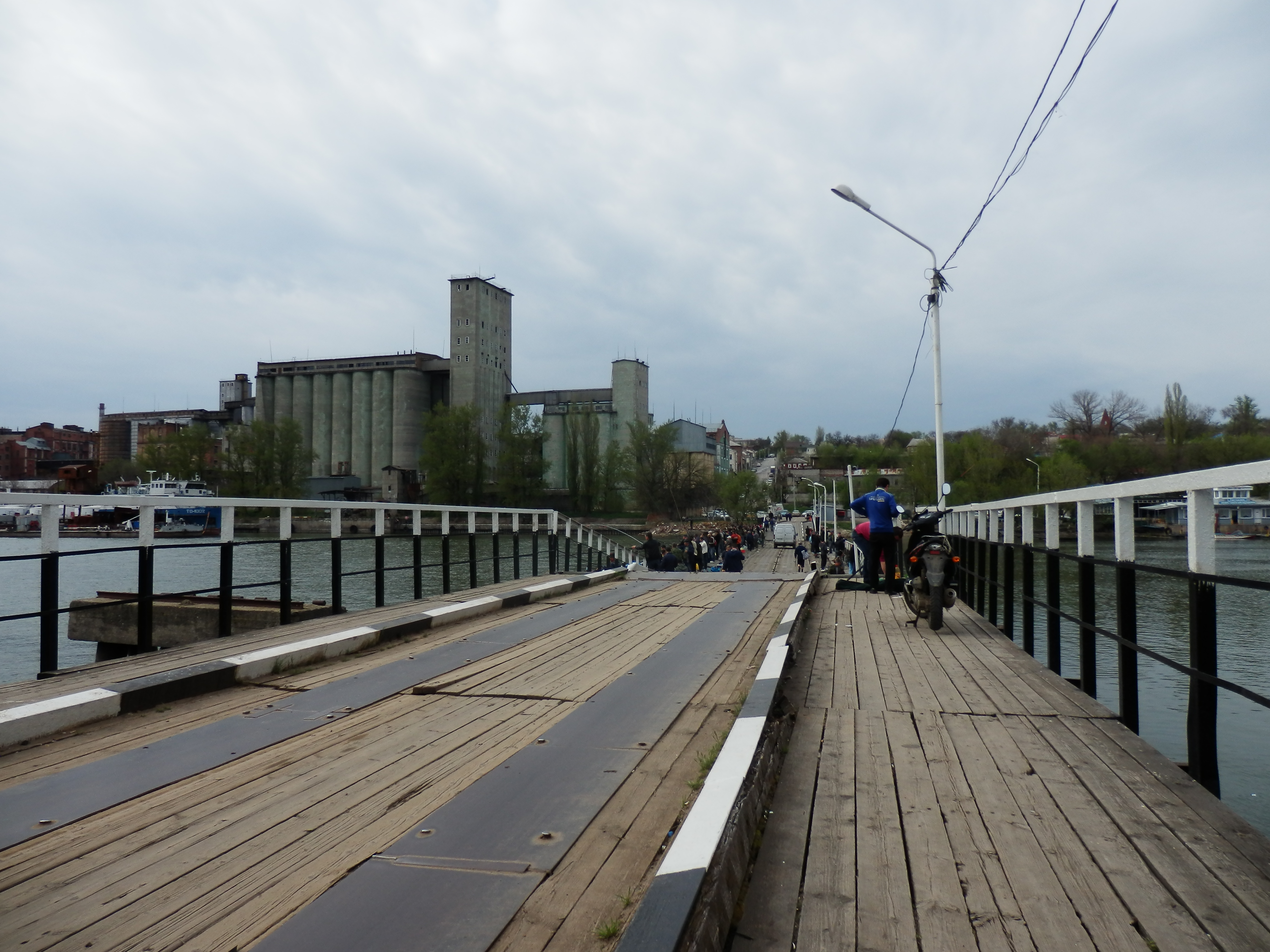
Понтонный мост на остров, вид в сторону города
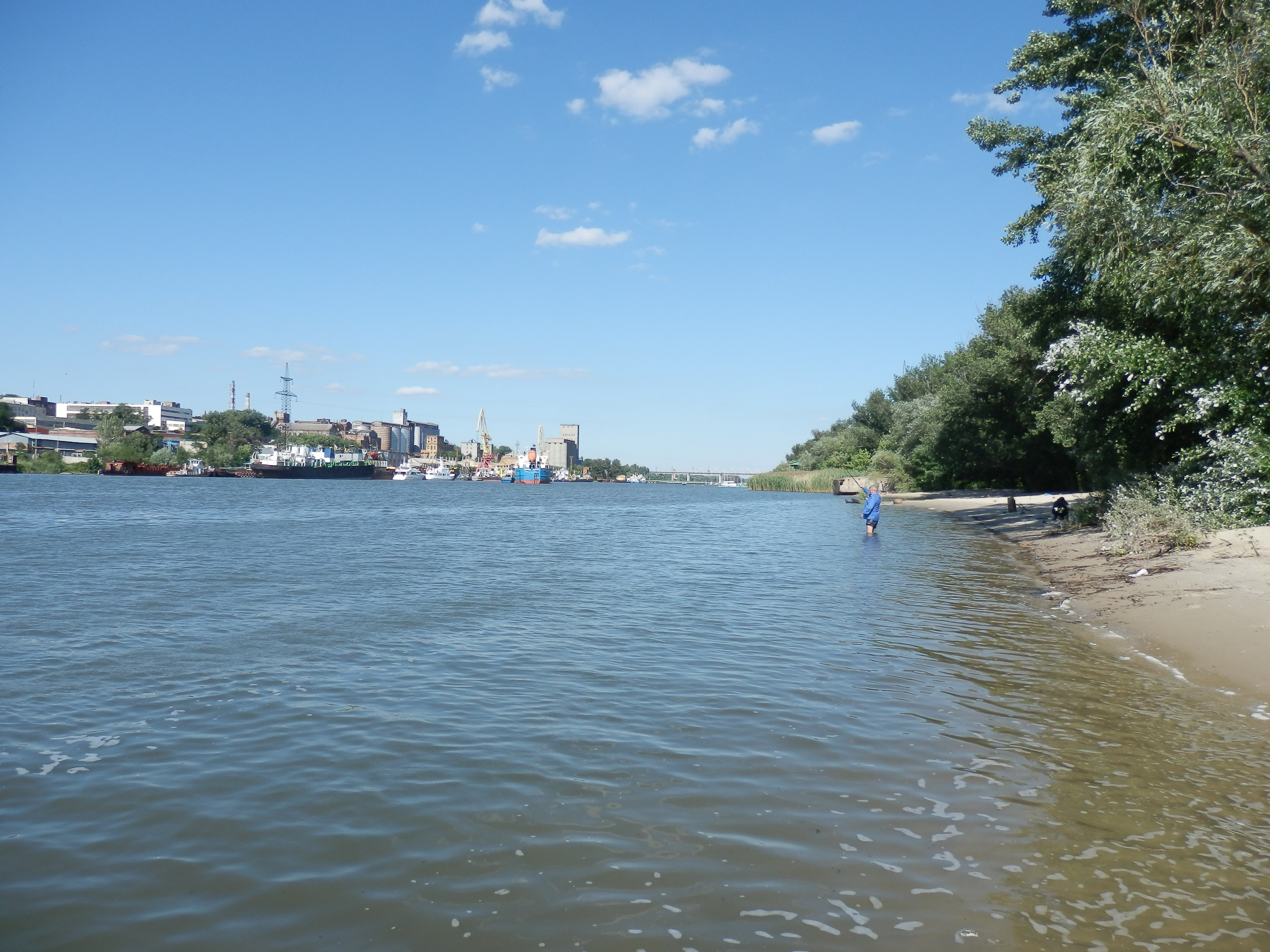
Дикий пляж в западной части
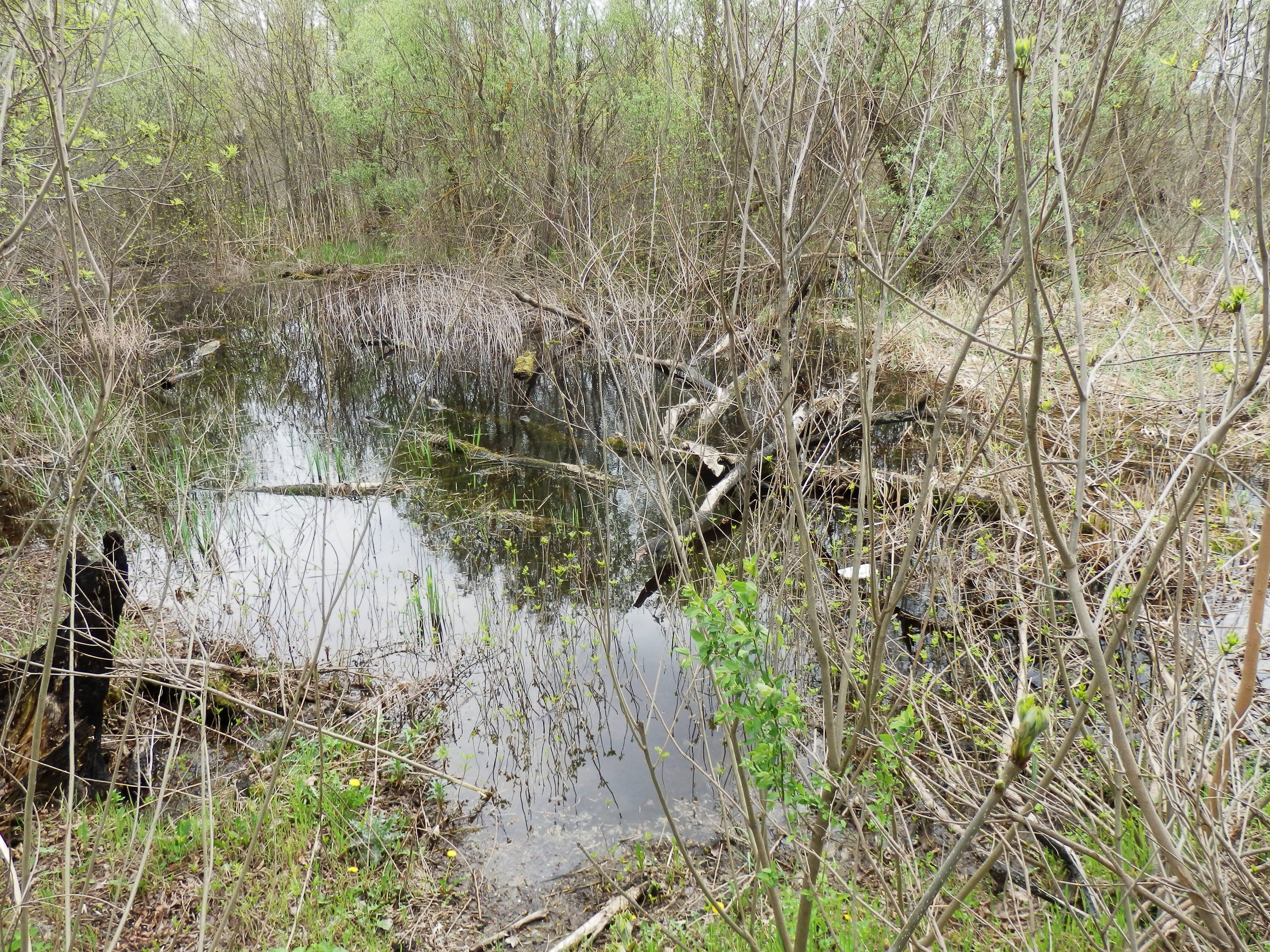
Типичная местность в центре